# Benny Ibarra (padre)
Benito Raúl Ibarra Garza (Reynosa, Tamaulipas, 11 de octubre de 1944), conocido como Benny Ibarra, es un cantante, actor, músico y director de escena mexicano. Líder del grupo de rock and roll de mediados de la década de los sesenta Los Yaki.

## Biografía y carrera
Los Yaqui fue un grupo de rock and roll el cual fue formado por los hermanos José Luis y Manuel Gazcón quienes procedían de un grupo llamado Los Angeles Azules de Matamoros que decidieron salirse del grupo en 1965 para unirse a otros dos hermanos originarios de Reynosa, Tamaulipas, Benito y Miguel Ángel Ibarra, agregándose Alfonso Ascencio, naciendo Los Yaqui que así escribían el nombre del grupo. En 1965 debutó artísticamente cantando en la banda de rock and roll llamada Los Yaqui, al lado de su hermano Miguel Ángel con un estilo diferente a los grupos de la época, basándose en un sonido muy agresivo. El estilo de la banda fue innovador en México, ya que ninguna banda anterior había tenido un sonido tan duro, influenciado por la Invasión británica del rock, como los grupos The Beatles, The Rolling Stones, The Who, The Kinks, Yardbirds, The Animals, Them. Está música se escuchaban en las estaciones de radio. Durante sus presentaciones personales, Los Yaqui tocaban las canciones de los grupos mencionados en su idioma original. Se preocupaban por mantener el sonido rocanrolero de los grupos de los años 1960, con un sonido más actualizado. Lograron realizar su primera grabación con el Sello Capitol en 1965, en donde cambiaron de ser Los Yaqui a Los Yaki, nombre con el cual saltaron a la fama siendo el tema Auxilio con el cual logran imponer un estilo rebelde y agresivo que no se conocía en México, contando como vocalista principal a Benny Ibarra que con una gran melena y un estilo muy peculiar para cantar el rock, muy al estilo de Mick Jagger, con lo cual lograba prender al público que acudía a sus presentaciones en público. Fue el primer grupo que grabó un disco completamente en vivo en los estudios de XEW que llegaría a otros países. En dicha grabación había música cantada en inglés. En 1969 Los Yaki tenían un elevado nivel de popularidad, causando euforia en la población juvenil de ese momento, por su forma agresiva y tempestuosa de su cantante Benny Ibarra. Lograron en su haber numerosos éxitos con sus discos, participaciones en el cine en varias películas y desde luego grandes presentaciones en programas de televisión, como el gran programa de Orfeón a Go-Go.
Los Yaki participaron en la producción cinematográfica en la película Sor Ye-Ye (1968). Durante esa época fue uno de los primeros roqueros en usar cabellera larga, creando polémica en ese entonces (por eso se la cortó). Se casó con la cantante y actriz Julissa, con quien tuvo a Benny hijo y a Alejandro. Con ella dirige la obra teatral Vaselina en 1984, pero la pareja se divorcia.
En la década de 1980 trabajó para Roberto Gómez Bolaños «Chespirito» en su programa de comedia (Chespirito), llegando a formar parte de su elenco durante la segunda mitad de esa temporada y también en 1982, y en las películas El Chanfle 2 (1982) y Charrito (1984).

## Filmografía
- Enamorándome de Ramón (2017) - Rosendo Vázquez «el Bocanegra»
- La vecina (2015) - Guillermo Cisneros
- Charrito (1984)
- Cosas de casados (1984)
- Don ratón y don ratero (1983)
- El Chavo del 8 (1982) - Señor Hurtado
- El Chanfle 2 (1982)
- Chespirito (1980-1982)
- Un Quijote sin mancha (1969)
- El señor doctor (1965)